# Kuhlia salelea
Kuhlia salelea és una espècie de peix pertanyent a la família Kuhliidae.

## Descripció
- Pot arribar a fer 11,4 cm de llargària màxima.
- 10 espines i 11 radis tous a l'aleta dorsal i 3 espines i 11-12 radis tous a l'anal.[4][5]

## Hàbitat
És un peix d'aigua dolça, bentopelàgic i de clima tropical.

## Distribució geogràfica
Es troba a Oceania: Samoa i la Samoa Nord-americana.

## Observacions
És inofensiu per als humans.